# Оливета Сан Микеле
Оливета Сан Микеле (итал. Olivetta San Michele) је насеље у Италији у округу Империја, региону Лигурија.
Према процени из 2011. у насељу је живело 238 становника. Насеље се налази на надморској висини од 255 м.

## Становништво
Према резултатима пописа становништва 2011. у општини је живело 225 становника.
| 1931. | 1936. | 1951. | 1961. | 1971. | 1981. | 1991. | 2001. | 2011. |
| ----- | ----- | ----- | ----- | ----- | ----- | ----- | ----- | ----- |
| 540   | 564   | 530   | 462   | 334   | 304   | 301   | 238   | 225   |